# 蒂萨奥尔帕尔
蒂萨奥尔帕尔，是匈牙利南部巴奇-基什孔州所辖的一个村，总面积91.13平方公里，总人口5179，人口密度56.83人/平方公里（2005年）。地理坐标为46°49′N 19°59′E。